# Steven Seagal
Steven Frederic Seagal (Lansing, 10 de abril de 1952) é um ator, produtor, roteirista, artista marcial e músico estadunidense. Além de seus trabalhos no cinema, Seagal também é cantor e guitarrista, tendo lançado dois álbuns musicais.
Desde 1988, quando iniciou sua carreira cinematográfica Seagal gerou mais de 2 bilhões de dólares de lucro à indústria de filmes de Hollywood, são mais de 40 longas e 2 séries televisivas de sucesso. Seu patrimônio é estimado em US$ 16 milhões.
Seagal tem sido alvo de controvérsias ao longo de sua carreira. Desde 1991, várias mulheres o acusaram de assédio sexual ou agressão. Ele é apoiador de Vladimir Putin, a quem uma vez se referiu como "um dos grandes líderes mundiais vivos". Seagal apoiou a anexação da Crimeia pela Rússia em 2014 e a invasão da Ucrânia em 2022. Ele recebeu cidadania russa e sérvia em 2016. Em 2018, foi nomeado enviado especial da Rússia aos Estados Unidos. Seagal declarou ser "um milhão por cento" russo e criticou o que chamou de "desinformação" do governo americano. Em 2024, ele também escreveu uma carta a Putin expressando sua disposição para "lutar e morrer por ele".

## Biografia

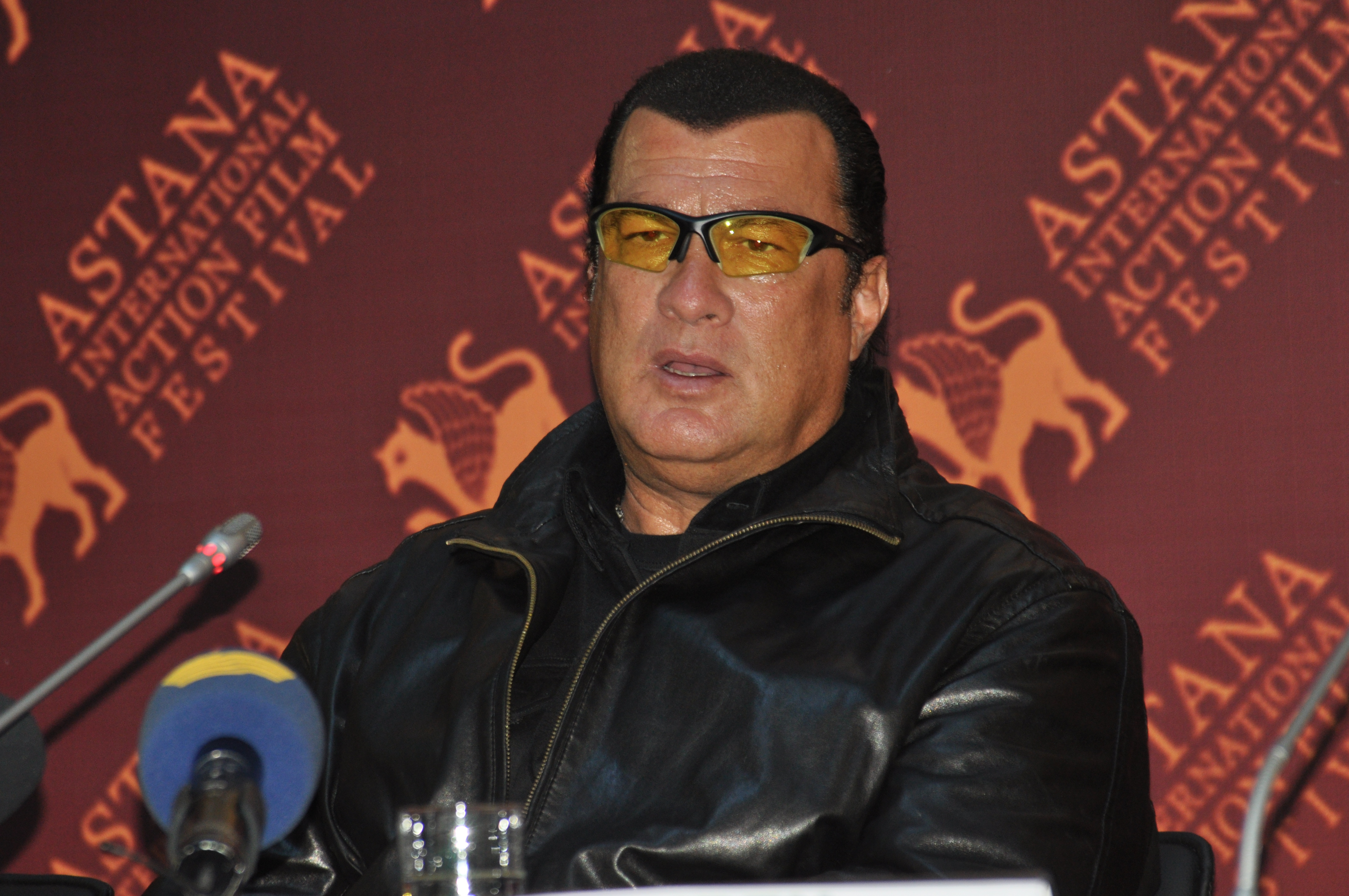
Steven Seagal

Steven Frederic Seagal, mais conhecido como Steven Seagal, é filho de Patrizia Seagal (1930–2003) e de Samuel Steven Seagal (1928–1991). Seagal nasceu em Lansing, Michigan, onde viveu até os cinco anos de idade, quando a família se mudou para a Califórnia. Sua mãe possui ascendência irlandesa e seu pai era filho de imigrantes judeus vindos da Rússia.
Ganhou o apelido de "La Tortuga" na América Latina, devido ao seu jeito peculiar de lutar, que mescla movimentos relativamente lentos, porém muito eficazes. É considerado um dos maiores divulgadores do aikido no ocidente e um respeitado professor, tendo treinado grandes lutadores de MMA como Anderson Silva e Lyoto Machida.
Ainda adolescente, partiu para o Japão para aprender artes marciais, tendo-se tornado mestre em aikido. Naquele país, abriu uma agência de segurança de autoridades e ministrava treinamento para órgãos como a polícia japonesa e agentes da CIA e militares americanos. Especializou-se também no uso e manuseio de armas de fogo de diversos calibres, tendo ministrado cursos na área para diversas forças de segurança.

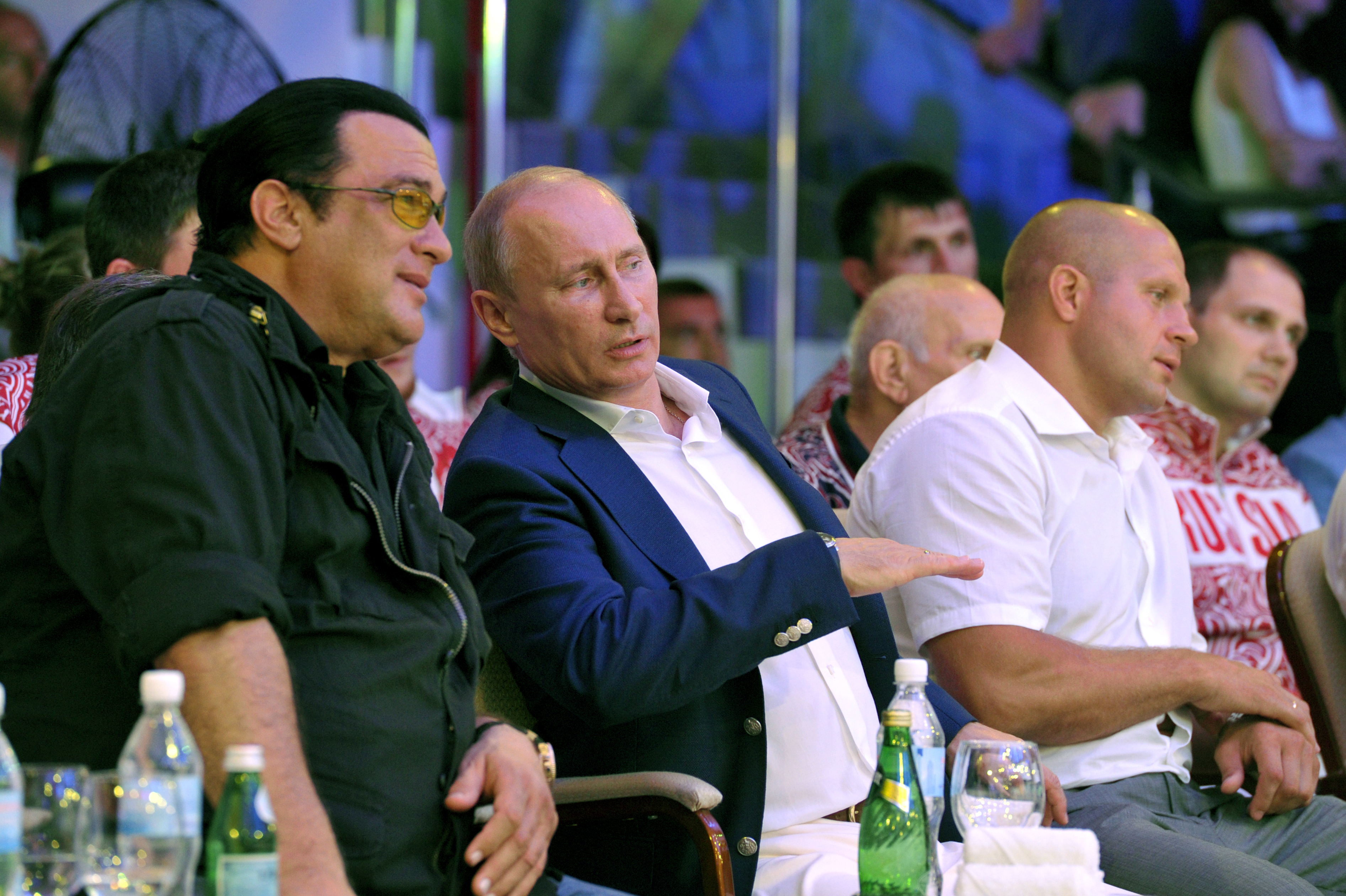
Seagal durante um evento ao lado do presidente russo Vladimir Putin.

Em 1980, regressou aos Estados Unidos para exercer as mesmas atividades que realizava no Japão, tendo rapidamente encontrado diversas oportunidades na área cinematográfica, colaborando em alguns filmes como Never Say Never Again, de 1983, onde foi o coordenador das cenas de ação. Sua primeira atuação foi em Above the Law, de 1988, que também produziu e escreveu.
Com o sucesso absoluto de seus cinco primeiros filmes (Above the Law, Hard to Kill, Marked for Death, Out For Justice e Under Siege), ele se tornou uma das estrelas mais bem pagas de Hollywood em longas tipificados, onde regularmente surgia na figura do policial violento.
Em 2000 produziu o drama The Prince of Central Park.
Em 1997, se envolveu em uma polêmica com o também astro de filmes de artes marciais Jean-Claude Van Damme, quando os dois tiveram uma briga na residência do ator Sylvester Stallone.
Em 2011, foi processado por matar acidentalmente um cachorro durante um reality show.

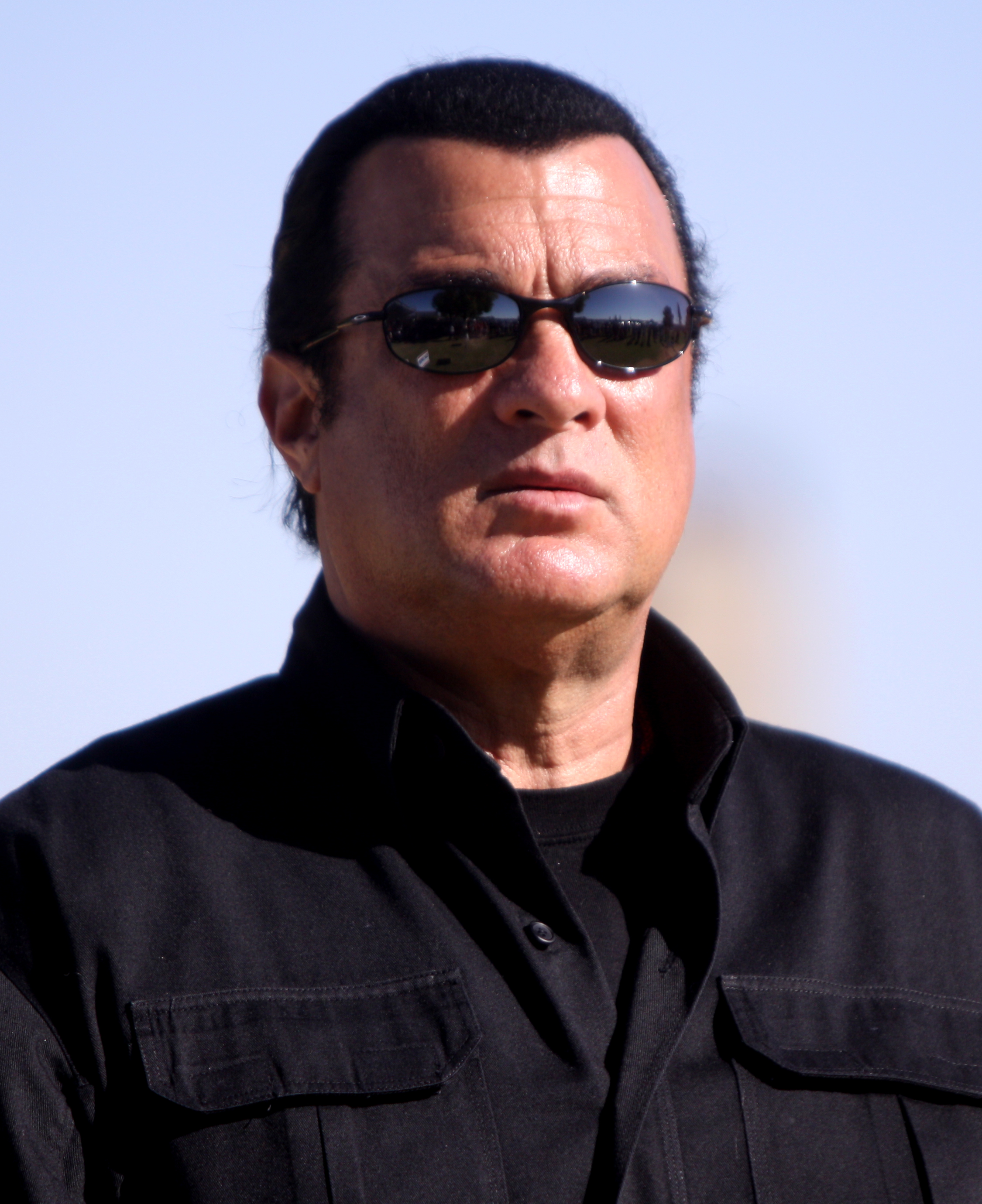
Steven Seagal em 2012.

Steven tem escrito ou co-escrito a maioria de seus filmes; um dos seus últimos filmes, Into the Sun, foi filmado inteiramente no Japão e na Tailândia e capta a história e cultura locais, mantendo a clássica ação que caracteriza os filmes do ator.
Em 2015, o ator norte-americano fez uma visita de três dias à Sérvia, onde se reuniu com o primeiro-ministro Aleksandar Vucic e com o presidente Tomislav Nikolic. As autoridades sérvias convidaram o actor a ensinar a arte marcial japonesa Aikido às forças especiais da polícia da Sérvia.
Em 2016, se tornou cidadão russo, através de um decreto assinado pelo presidente Vladimir Putin.
Em 2017, o governo da Ucrânia proibiu a entrada do ator no país por um prazo de cinco anos. Devido à sua estreita relação com a Rússia, as autoridades ucranianas chegaram à conclusão de que Seagal representa uma ameaça à segurança nacional.
Em 27 de fevereiro de 2023, o presidente da Rússia, Vladimir Putin, concedeu a Ordem da Amizade ao ator, reconhecendo "sua grande contribuição para o desenvolvimento da cooperação cultural e humanitária internacional".

### Artes marciais
Steven Seagal é faixa preta sétimo Dan de aikido, tendo estudado a arte no Japão. Foi o primeiro ocidental a abrir uma academia de artes marciais no país.

## Filmografia

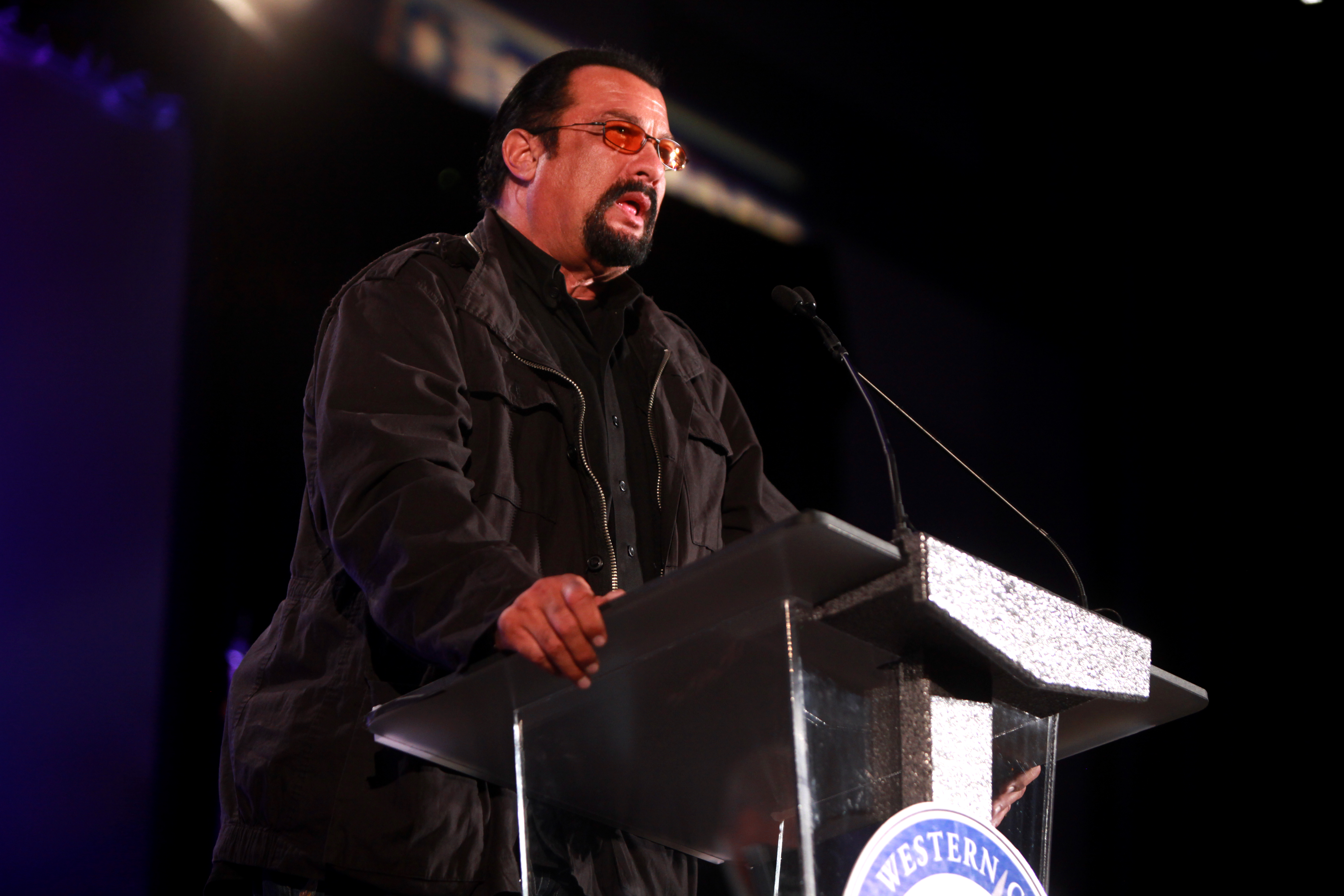
Seagal discursando durante um evento em Phoenix, 2014.

### Cinema
| Ano  | Filme                         | Título em português         | Papel                         |
| ---- | ----------------------------- | --------------------------- | ----------------------------- |
| 1988 | Above the Law                 | Nico: Acima da Lei          | Nico Toscani                  |
| 1990 | Hard to Kill                  | Difícil de Matar            | Mason Storm                   |
| 1990 | Marked for Death              | Marcado para a Morte        | John Hatcher                  |
| 1991 | Out for Justice               | Fúria Mortal                | Det. Gino Felino              |
| 1992 | Under Siege                   | A Força em Alerta           | Casey Ryback                  |
| 1994 | On Deadly Ground              | Em Terreno Selvagem         | Forrest Taft                  |
| 1995 | Under Siege 2: Dark Territory | A Força em Alerta 2         | Casey Ryback                  |
| 1996 | Executive Decision            | Momento Crítico             | Tenente-coronel Austin Travis |
| 1996 | The Glimmer Man               | O Homem das Sombras         | Tenente Jack Cole             |
| 1997 | Fire Down Below               | Ameaça Subterrânea          | Jack Taggart                  |
| 1998 | The Patriot                   | Guerra Biológica            | Dr. Wesley McClaren           |
| 1999 | Get Bruce                     |                             | (ele próprio)                 |
| 2001 | Exit Wounds                   | Rede de Corrupção           | Orin Boyd                     |
| 2001 | Ticker                        | Ticker — Ameaça Infernal    | Frank Glass                   |
| 2002 | Half Past Dead                | No Corredor da Morte        | Sasha Petrosevitch            |
| 2003 | The Foreigner                 | O Forasteiro                | Jonathan Cold                 |
| 2003 | Out for a Kill                | Determinado a Matar         | Prof. Robert Burns            |
| 2003 | Belly of the Beast            | Resgate sem Limites         | Jake Hopper                   |
| 2004 | Out of Reach                  | Fora de Alcance             | William Lansing               |
| 2004 | Clementine                    | Desafio Final               | Jack Miller                   |
| 2005 | Into the Sun                  | Operação Sol Nascente       | Travis Hunter                 |
| 2005 | Submerged                     | Lado a Lado com o Inimigo   | Chris Cody                    |
| 2005 | Today You Die                 | Hoje Você Morre             | Harlan Banks                  |
| 2005 | Black Dawn                    | O Forasteiro 2              | Jonathan Cold                 |
| 2006 | Mercenary for Justice         | O Mercenário                | John Seeger                   |
| 2006 | Shadow Man                    | O Homem-Sombra              | Jack Foster                   |
| 2006 | Attack Force                  | Força de Ataque             | Comandante Marshall Lawson    |
| 2007 | Flight of Fury                | O Voo da Fúria              | John Sands                    |
| 2007 | Urban Justice                 | Justiça Urbana              | Simon Ballister               |
| 2008 | Pistol Whipped                | O Jogador                   | Matt Conlin                   |
| 2008 | The Onion Movie               | Loucos pela Notícia         | Cock Puncher                  |
| 2008 | Kill Switch                   | Caçada Explosiva            | Jacob                         |
| 2009 | Against the Dark              | Escuridão Mortal            | Tao                           |
| 2009 | Driven to Kill                | Conduzido para Matar        | Ruslan                        |
| 2009 | The Keeper                    | O Guardião                  | Roland Sallinger              |
| 2009 | A Dangerous Man               | Risco Absoluto              | Shane Daniels                 |
| 2010 | Machete                       | Machete                     | Rogelio Torrez                |
| 2010 | Born to Raiser Hell           | Vingança Implacável         | Bobby                         |
| 2012 | Maximum Conviction            | Operações Especiais         | Cross                         |
| 2013 | Force of Execution            | Senhor do Crime             | Alexander Coates              |
| 2014 | A Good Man                    | Confronto Final             | Alexander Coates              |
| 2014 | Gutshot Straight              | Jogo da Morte               | Paulie Trunks                 |
| 2015 | Absolution                    |                             | John Alexander                |
| 2016 | Code of Honor                 | Código de Honra             | Col. Robert Sikes             |
| 2016 | Sniper: Special Ops           | Sniper: Operações Especiais | Jake Chandler                 |
| 2016 | The Asian Connection          | Conexão Ásia                | Gan Sirankiri                 |
| 2016 | End of a Gun                  | Fim da Linha                | Decker                        |
| 2016 | Contract to Kill              | Contrato Para a Morte       | John Harmon                   |
| 2016 | The Perfect Weapon            | A Arma Perfeita             | The Director                  |
| 2017 | Cartels / Killing Salazar     | Matando Salazar             | Harrison                      |
| 2017 | China Salesman                | O Vendedor Chinês           | Lauder                        |
| 2018 | Atrrition                     | Missão Final                | Axe                           |
| 2019 | General Commander             | Comando Justiceiro          | Jack Alexander                |
| 2019 | Beyond the Law                |                             | Augustino "Finn" Adair        |

### Televisão
| Ano       | Filme                                  | Título em português         | Papel                                            |
| --------- | -------------------------------------- | --------------------------- | ------------------------------------------------ |
| 1991      | Saturday Night Live                    | Saturday Night Live         | Ele mesmo (ep. "Steven Seagal/Michael Bolton")   |
| 1996      | Roseanne                               | Roseanne                    | Ele mesmo (1º episódio)                          |
| 2009–2014 | Steven Seagal: Lawman                  | Steven Seagal: Homem da Lei | Ele mesmo (Reality Show)                         |
| 2011–2012 | True Justice                           | Justiça Implacável          | Elijah Kane                                      |
| 2013      | A Solução                              | A Solução                   | Ele mesmo                                        |
| 2017      | Jack Whitehall: Travels with My Father |                             | Ele mesmo (improviso no 3º episódio temporada 1) |

## Prêmios e Indicações

### Framboesa de Ouro
Pior Ator (Indicado)
- Half Past Dead (2002)

Pior Filme (Indicado)
- Fire Down Below (1998)

Pior Ator (Indicado)
- Fire Down Below (1998)

Pior Roteiro (Indicado)
- Fire Down Below (1998)

Pior Trilha Sonora (Indicado)
- Fire Down Below (1998)

Pior Ator Coadjuvante (Indicado)
- Executive Decision (1996)

Pior Diretor (Vencedor)
- On Deadly Ground (1994)

Pior Roteiro (Indicado)
- On Deadly Ground (1994)

Pior Ator (Indicado)
- On Deadly Ground (1994)

### The Stinkers Bad Movie Awards
Pior Ator (Indicado)
- Half Past Dead (2002)

Melhor Ator (Indicado)
- Exit Wounds (2001)

Pior Ator (Indicado)
- Fire Down Below (1997)

## Discografia
- 2005 — Songs from the Crystal Cave
- 2006 — Mojo Priest